# Bakone Moloto
Bakone Moloto (26 juli 1944) is een Zuid-Afrikaans jurist. Rond tien jaar was hij rechter van de rechtbank voor landgoed en gedurende twee jaar ernaast ook opperrechter voor de provincie Transvaal. In 2005 werd benoemd tot rechter van het Joegoslaviëtribunaal. Hier is hij een van de rechters op de zaak van Ratko Mladić.

## Levensloop
Moloto studeerde vanaf 1964 aan de Universiteit van het Noorden en van 1965 tot 1966 en in 1968 aan de Universiteit van Fort Hare. In 1973 behaalde hij zijn bachelorgraad aan de Universiteit van Zuid-Afrika en in 1978 een Baccalaureus Procurationis dat in Zuid-Afrika tot 2004 behaald werd na een vierjarige studie tot advocaat. Daarnaast werkte Moloto in 1967 als docent aan een highschool en van 1971 tot 1978 als jurist voor verschillende bedrijven.
In 1978 begon hij met zijn eigen advocatenpraktijk en vanaf 1987 was hij manager van enkele juridische ondernemingen. In 2005 werd hij benoemd tot rechter van de rechtbank voor landgoed (Land Claims Court). Daarnaast was hij van 2003 tot 2005 rechter van het hooggerechtshof voor de provincie Transvaal.
In 2005 werd hij beëdigd tot rechter van het Joegoslaviëtribunaal in Den Haag. In 2011 werd hij samen met Fons Orie en Christoph Flügge op de zaak van legerleider Ratko Mladić gezet. Sinds de start in juli 2013 is hij ook rechter van het Internationale Residumechanisme voor Straftribunalen.